# Asparagus altissimus
Asparagus altissimus är en sparrisväxtart som beskrevs av Giles Munby. Asparagus altissimus ingår i släktet sparrisar, och familjen sparrisväxter. Inga underarter finns listade i Catalogue of Life.